# روري هولدن
روري هولدن (بالإنجليزية: Rory Holden)‏ هو لاعب كرة قدم بريطاني، ولد في 23 أغسطس 1997 في ديري في أيرلندا الشمالية. لعب مع نادي بارو ونادي بريستول سيتي.

## وصلات خارجية
- روري هولدن على موقع الاتحاد الأوربي (الإنجليزية)
- روري هولدن على موقع قاعدة بيانات كرة القدم.إي يو (الإنجليزية)
- روري هولدن على موقع Soccerway.com (الإنجليزية)